# Epilepsia
La epilepsia (del latín epilepsĭa, a su vez del griego ἐπιληψία, 'intercepción') es una enfermedad provocada por un desequilibrio en la actividad eléctrica de las neuronas de alguna zona del cerebro. Se caracteriza por uno o varios trastornos neurológicos que dejan una predisposición en el cerebro a padecer convulsiones recurrentes, que suelen dar lugar a consecuencias neurobiológicas, cognitivas y psicológicas.
Una convulsión, crisis epiléptica o comicial es un evento súbito y de corta duración, caracterizado por una actividad neuronal anormal y excesiva o bien sincrónica en el cerebro. Las crisis epilépticas suelen ser transitorias, con o sin disminución del nivel de conciencia, con o sin movimientos convulsivos y otras manifestaciones clínicas.
La epilepsia puede tener muchas causas. Puede tener origen en lesiones cerebrales de cualquier tipo (traumatismos craneales, secuelas de meningitis, tumores, etc.), pero en muchos casos no hay ninguna lesión, sino únicamente una predisposición de origen genético a padecer las crisis. Cuando no hay una causa genética o traumática identificada, se le llama epilepsia idiopática, y los genes desempeñan un papel de modulación del riesgo de que ocurra un episodio y también en la respuesta al tratamiento.
Para diagnosticar la epilepsia se requiere conocer los antecedentes personales y familiares y, por lo general, se corrobora con un electroencefalograma (EEG). También forman parte del diagnóstico estudios de imagenología, mientras que se reservan los procedimientos diagnósticos más especializados para casos muy puntuales. El tratamiento consiste en la administración de medicamentos anticonvulsivos. En los casos refractarios (es decir, que no responden a estos tratamientos, sobre todo en los que se presentan series de convulsiones, y se pone por ello en peligro la vida), se apela a otros métodos, entre los cuales se incluye la cirugía.[cita requerida] La epilepsia causa múltiples efectos en la vida cotidiana del paciente, de manera que el tratamiento debe incluir el abordaje de estas consecuencias.
La epilepsia también afecta a los animales, especialmente a los domésticos: tanto en gatos como en perros, los síntomas son los mismos que se han descrito para el ser humano.

## Terminología
El término epilepsia puede resultar confuso, ya que en el ámbito coloquial se suele utilizar indiscriminadamente para toda aquella persona que presenta una convulsión, de tal manera que un individuo puede haber tenido una convulsión por niveles bajos de azúcar en la sangre o un niño con una fiebre alta. No obstante, la epilepsia describe un trastorno en el que una persona tiene convulsiones recurrentes en el tiempo debido a un proceso crónico subyacente, de causa desconocida o no.
No todas las personas que padecen una convulsión se diagnostican de epilepsia. Habitualmente es necesario haber presentado al menos dos episodios de crisis epilépticas o un episodio asociado a hallazgos patológicos en el electroencefalograma interictal, es decir, entre una convulsión y la otra, que no está precedida por una causa identificable, por ejemplo, una inflamación aguda, una descarga eléctrica o envenenamiento, tumores o hemorragias intracraneales.

### Otros nombres
La epilepsia ha sido conocida con varios nombres a lo largo de la historia: “mal caduco”, “morbus herculeum”, porque según Aristóteles, Hércules padecía de epilepsia. Otras denominaciones entre griegos y romanos fueron morbus sacer y morbus deificus, que significa “enfermedad sagrada”, que aparece en los textos de Heráclito y Heródoto. Platón refiere que la parte más divina del alma se encuentra en la cabeza, y que cuando la flema blanca se encuentra con la negra, se produce la “enfermedad sagrada”. Algunos médicos llegaron a atribuir a quienes la padecían el don de la clarividencia y emplearon el nombre de Divinatio, o sea "divina acción". Los Incas la denominaban aya huayra o huanuy oncuy, "viento de la muerte" o "enfermedad de la muerte".

## Epilepsia y genética
Las epilepsias que no son debidas a un accidente, tumor, malformación o problema inducido por un problema orgánico, pueden ser genéticas. Los avances recientes hacen que se busque la causa genética en esos casos. Los investigadores han encontrado una mutación causante de la epilepsia entre un 12,5 % y el 49 % cuando se hace un exoma dirigido a un amplio número de genes relacionados con la epilepsia. Estos estudios ya demuestran la correlación entre el diagnóstico y la reducción directa de la hospitalización. La búsqueda, por lo tanto, justificaría tanto clínica, como económicamente la realización de las técnicas genéticas de secuenciación masiva, a mayor número de genes, mayor eficiencia diagnóstica. En un estudio en el que se analizaron 862 genes relacionados con la epilepsia a 86 pacientes, la eficiencia diagnóstica fue de un 49 % (42 pacientes diagnosticados genéticamente).
En EE. UU. y Canadá, en 2017 se puso un programa para ofrecer gratuitamente un exoma dirigido a detectar epilepsias infantiles, para ello se sacó un programa "Behind The Seizure" que ofrece esta prueba a cualquier niño que haya tenido una crisis convulsiva no debida a accidente o tumor antes de cumplir los 60 meses.
La identificación temprana de la alteración genética causal subyacente utilizando el enfoque la secuenciación masiva que proporciona información pronóstica, influirá en las decisiones terapéuticas y conducirá al diseño de nuevos fármacos dirigidos a defectos específicos de genes.

## Clasificación
Las crisis epilépticas se clasifican en función de la sintomatología que presentan, y cada tipo/subtipo se cree que representa un único mecanismo fisiopatológico y sustrato anatómico. Esto significa que la caracterización del tipo de crisis epiléptica no solo tiene implicaciones descriptivas en cuanto a cómo es la crisis, sino que es una entidad diagnóstica en sí misma, con implicaciones etiológicas, terapéuticas y pronósticas peculiares.
Cada tipo de epilepsia tiene diferentes manifestaciones que se determinan a través del tipo de crisis epiléptica, así como a través de la etiología, del curso de la enfermedad, de su pronóstico (desenlace probable de la enfermedad) y por último a través de un diagnóstico EEG (“curva de corriente en el cerebro”). El estudio del electroencefalograma no siempre informa que haya indicios de epilepsia porque muchas veces algunos cambios eléctricos se producen en zonas tan profundas dentro del cerebro que el electroencefalograma no los puede detectar. Igualmente hay que acotar que las descargas sub-clínicas no solo se generan en niños con epilepsia, sino también en aquellos que no la presentan. Todos estos factores pueden ser muy diversos, según cada una de las diferentes formas de la epilepsia.
Lo mismo que en las convulsiones, se diferencia también en las epilepsias entre formas generalizadas y focales, dependiendo de si están acompañadas de convulsiones generalizadas o focales.
Según la Comisión Internacional de la Liga Internacional contra la Epilepsia (ILAE), las crisis epilépticas se clasifican en:
| I. Crisis generalizadas (simétricas en ambos lados y sin inicio local) |
| --- |
| A. Tónicas, clónicas o tónico-clónicas (gran mal) |
| B. De ausencia (pequeño mal) 1. Sólo con pérdida de la conciencia 2. Complejas: con movimientos clónicos, tónicos o automáticos breves |
| C. Síndrome de Lennox-Gastaut |
| D. Epilepsia mioclónica juvenil |
| E. Espasmos infantiles (síndrome de West) |
| F. Atónicas (astáticas, acinéticas) (a veces con sacudidas mioclónicas) |
| II. Crisis parciales o focales (las crisis inician en forma local) |
| A. Simples (sin pérdida del estado de alerta o alteración en la función psíquica) 1. Motoras originadas en el lóbulo frontal (tónicas, clónicas, tónico-clónicas: jacksonianas; epilepsia benigna de la infancia; epilepsia parcial continua) 2. Somatosensoriales o sensoriales especiales (visuales, auditivas, olfatorias, gustativas, vertiginosas) 3. Vegetativas 4. Psíquicas puras |
| B. Complejas (con trastorno de la conciencia) 1. Inician como crisis parciales simples y progresan hasta afectar el estado de conciencia 2. Con trastorno de la conciencia desde el principio |
| III. Síndromes epilépticos especiales |
| A. Mioclono y crisis mioclónicas |
| B. Epilepsia refleja |
| C. Afasia adquirida con trastorno convulsivo |
| D. Crisis febriles y de otras clases de la lactancia y la infancia |
| E. Crisis histéricas |

Una segunda clasificación planteada por la ILAE plantea la posibilidad de clasificarla en idiopática, criptogénica y sintomática. Las causas de los diferentes tipos de epilepsias pueden ser de índole diversa.
| ICD   | Enfermedad                                                                                           |
| ----- | --- |
| G40.0 | Epilepsia idiopática parcial focalizada y síndromes epilépticos con principios de ataque localizados |
| G40.1 | Epilepsia sintomática parcial focalizada y síndromes epilépticos con ataques parciales simples       |
| G40.2 | Epilepsia sintomática parcial focalizada y síndromes epilépticos con ataques parciales complejos     |
| G40.3 | Epilepsia idiopática generalizada y síndromes epilépticos                                            |
| G40.4 | Otras epilepsias generalizadas y síndromes epilépticos                                               |
| G40.5 | Síndromes epilépticos especiales                                                                     |
| G40.6 | Ataques grand mal, sin especificar (con o sin petit mal)                                             |
| G40.7 | Petit mal, sin especificar, sin ataques grand mal                                                    |
| G40.8 | Otras epilepsias                                                                                     |
| G40.9 | Epilepsia, sin especificar                                                                           |

La mayor parte de las epilepsias, según su etiología, son epilepsias residuales, esto es epilepsias como secuela, como “residuo”, de un trastorno cerebral anterior ya concluido. Estas epilepsias residuales o de defecto pueden ser consecuencia de una enfermedad infecciosa durante el embarazo (por ej., la rubeola), por falta de oxígeno durante el nacimiento, por una encefalitis o meningitis padecida durante la niñez o por una contusión cerebral sufrida a causa de un accidente. Estas son las denominadas epilepsias sintomáticas.
Por un proceso de epilepsia se entiende por el contrario una enfermedad-epilepsia, consecuencia de una enfermedad neurológica progresiva (proceso en continuación, no concluido).
El ejemplo más importante y común en un proceso de epilepsia es el tumor cerebral, aunque también pueden conducir a una epilepsia los trastornos vasculares o enfermedades metabólicas. Puede ser una manifestación de la enfermedad de Wernicke.
Las epilepsias en las que se presume un origen orgánico, pero que aún no puede ser probado, se denominan epilepsias criptógenas (criptógena = origen oculto), mientras que las epilepsias idiopáticas son aquellas que tienen un origen hereditario y su cuadro clínico y hallazgos electroencefalográficos siguen un patrón rígido.
Estas últimas pueden aparecer en varios miembros de una familia debido a que, como en muchas otras enfermedades (por ej., diabetes, reumatismo) no la enfermedad misma, sino la predisposición a ésta se transmite a la descendencia.

### Síndromes epilépticos
Existen centenares de diferentes tipos de epilepsias. Síndrome epiléptico es el nombre de un conjunto de signos y síntomas específicos, que incluyen uno o más tipos de crisis epiléptica junto con sintomatología no necesariamente convulsiva, como por ejemplo, discapacidad intelectual o psicomotor, y que pese a constituir una entidad diferenciable clínicamente, puede tener diversas causas.
Existen también enfermedades epilépticas, que por razón de sus características, específicas y bien definidas, cursan con convulsiones repetitivas. Habitualmente tiene nombre propio, como la enfermedad de Unverricht-Lundborg o el síndrome de Lennox-Gastaut. Otros síndromes epilépticos son:
- Encefalopatía epiléptica: en la cual se cree que las propias crisis convulsivas contribuyen al establecimiento de un trastorno progresivo de la función cerebral.

- Síndrome epiléptico benigno: se considera benigno aquel síndrome epiléptico que es fácilmente tratable o no necesita tratamiento por ser autolimitado en el tiempo y remitir sin secuelas.

- Síndrome epiléptico/epilepsia refleja: son aquellos síndromes epilépticos en los que todas las crisis comiciales se desencadenan por un estímulo sensorial, por ejemplo la epilepsia fotosensible y la epilepsia musicógena.

- Síndrome epiléptico/epilepsia reactiva: son aquellas epilepsias relacionadas con una situación previa, como las crisis convulsivas por deprivación alcohólica.

- Epilepsia de ausencia infantil: es una epilepsia idiopática generalizada que afecta a niños entre las edades de cuatro y doce años. Las crisis de ausencia se manifiestan con disminución o pérdida del estado de conciencia, a veces con características motoras de menor importancia, tales como parpadeos o movimientos de la mandíbula.[13]

- Síndrome de epilepsia en sin/con retraso mental PCDH19: es una epilepsia genética que es más común en niñas dentro de los tres primeros años de vida. Las crisis pueden ser de distinto tipo, pero las más frecuentes son las crisis tónico-clónicas generalizadas o unilaterales. Habitualmente comienzan con convulsiones en serie o encadenadas, y suelen confundirse con otros síndromes, como el síndrome de Dravet. En las niñas de entre 14 y 36 meses que sufren este mal, hay un tercio con coeficiente intelectual normal, pero las dos terceras partes restantes presentan retraso de algún tipo. Las crisis pueden comenzar con fiebre, sin fiebre y/o tras la vacunación (aunque es importante señalar que las vacunas no son la causa, son el detonante) como ocurre con el síndrome de Dravet. En 2008 se encontró la mutación causante de la enfermedad, el gen PCDH19.[14] Esta epilepsia también se llama síndrome de Juberg y Hellman.

- Epilepsia catamenial: es aquella en la que varía la frecuencia de las crisis en función de la fase del ciclo menstrual en la que se encuentre la mujer. La mayoría presentan crisis epilépticas inmediatamente antes o durante la menstruación, o bien un incremento de estas.[15]

- Epilepsia nocturna del lóbulo frontal autosómica dominante (ADNFLE): trastorno hereditario que causa convulsiones durante el sueño que duran entre cinco segundos y cinco minutos. Estos ataques surgen de los lóbulos frontales, y consisten en movimientos motores complejos. Es causada por una mutación en uno de los varios genes que codifican para los receptores nicotínicos.[cita requerida]

- Epilepsia frontal nocturna (NFLE,[16] Nocturnal Frontal Lobe Epilepsy aunque actualmente se denomina en inglés como "SHE"[17] por sus siglas en inglés "Sleep-related Hypermotor Epilepsy"). Al igual que el anterior son crisis epilépticas que surgen durante el sueño profundo (etapas I y II). La principal diferencia con la anterior es que esta no tiene origen genético. El origen de esta enfermedad es más complicado de conocer que ADNFLE lo que provoca que su diagnóstico sea tardío. El diagnóstico diferencial se realiza mediante una polisomnografía nocturna. Para esta enfermedad y todas con origen focal se ha demostrado científicamente que los mejores medicamentos son:[18] Topiramato, Lacosamida y Carbamazepina.

- Epilepsia occipital benigna de la infancia: la mayoría de las autoridades incluyen dos subtipos: un subtipo de inicio temprano con entre tres y cinco años, y uno de inicio tardío, entre los siete y los diez años. Los pacientes más jóvenes suelen experimentar síntomas similares a la migraña con náuseas y dolor de cabeza, mientras que los pacientes mayores suelen quejarse de alteraciones visuales como escorotomas o amaurosis.

- Epilepsia primaria de la lectura: en los individuos susceptibles, la lectura provoca crisis parciales típicas, y afecta los músculos de la masticación y la vista. El desarrollo suele darse durante la postpubertad. Las crisis las provoca independientemente cualquier texto y las induce con una mayor frecuencia la lectura en voz alta.[11]

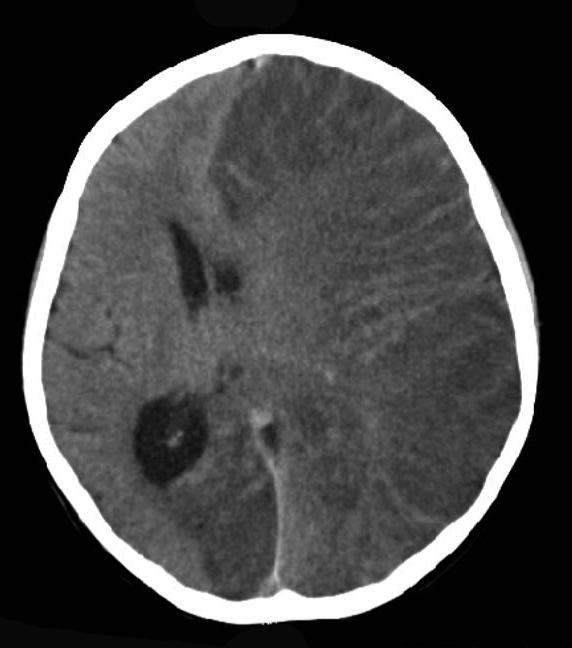
Escáner cerebral de una niña con encefalitis de Rasmussen.

- Epilepsia rolándica: también conocida como epilepsia benigna de la infancia con puntas centrotemporales, es el síndrome epiléptico más común en niños, y desaparece en la adolescencia. Habitualmente consiste en crisis parciales, junto a salivación y disartria durante el sueño. En la mayoría de los casos no es necesario tratamiento alguno.[19]

- Encefalitis de Rasmussen: enfermedad rara, de etiología desconocida, que aparece con una mayor frecuencia en niños de edades comprendidas entre los tres y los doce años. Aparte de la encefalitis, el deterioro neurológico y los anticuerpos autoinmunes, se caracteriza por crisis epilépticas, generalmente parciales continuas.[20]

- Esclerosis tuberosa (TSC): es un trastorno genético que causa tumores que se forman en multitud de órganos diferentes, como en cerebro, ojos, corazón, riñón, piel y pulmones. Las lesiones cerebrales que puede causar suelen desencadenar trastornos epilépticos.

- Síndrome de Dravet: las crisis epilépticas comienzan como crisis clónicas generalizadas o unilaterales, durante el primer año de vida del paciente. Suelen ser prolongadas (hasta 20 minutos).[21]

- Síndrome de Ohtahara: es una forma rara de síndrome epiléptico combinado con parálisis cerebral. Se caracteriza con crisis frecuentes, que suelen comenzar en los pocos primeros días de vida.[22]

- Síndrome de West: crisis breves durante el primer año de vida del enfermo, bilaterales y simétricas. Se acompaña de retraso psicomotor.[23]

## Etiología
Las crisis epilépticas pueden aparecer por múltiples causas, pero según la edad de inicio de las crisis es más frecuente que sea por unas que por otras, tal y como se refleja en el siguiente listado de mayor a menor frecuencia en cada grupo de edad:
- De origen genético:

1. Epilepsia genética poligénica: hay varios genes implicados en la genética de esa epilepsia.
2. Epilepsia monogénica: se trata de que una sola mutación en un gen genera la epilepsia. No todos los genes que la provocan están identificados. Se estima que hay más de 800 genes involucrados en la epilepsia y no todos están descubiertos.
3. Por duplicación o falta de material genético (duplicaciones o delecciones).

Continuamente se están descubriendo tipos de epilepsia de origen genético que hasta ahora no tenían etiqueta.
Causas posibles:
a) En neonatos menores de 1 mes:
- hipoxia perinatal;
- hemorragia intracraneal, golpes, caídas;
- infecciones del SNC: meningitis, encefalitis, abscesos cerebrales;
- alteraciones genéticas, metabólicas o del desarrollo;
- trastornos metabólicos: hipoglucemia, hipocalcemia, hipomagnesemia, déficit de piridoxina;
- síndrome de abstinencia;
- traumatismos craneoencefálicos (TCE).

b) En niños de 1 mes a 12 años:
- crisis febriles;

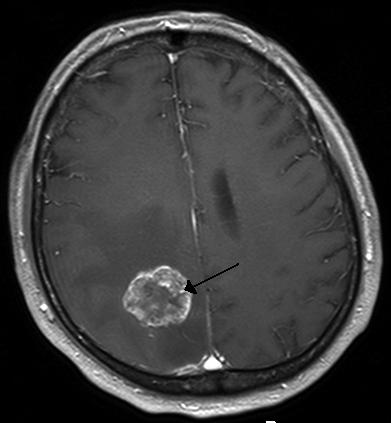
Tumor cerebral

- alteraciones genéticas y enfermedades degenerativas cerebrales;
- infecciones del SNC;
- traumatismos craneoencefálicos (TCE);
- tóxicos y defectos metabólicos;
- idiopáticas.

c) En adolescentes de 12 a 18 años:
- traumatismos;
- idiopáticas;
- genéticas y enfermedades degenerativas cerebrales;
- tumores;
- consumo de tóxicos, incluido alcohol;
- infecciones.

d) En adultos de 18 a 35 años:
- traumatismos;
- abstinencia del alcohol;
- consumo de tóxicos;
- tumores;
- idiopáticas.

e) En mayores de 35 años:
- enfermedad cerebrovascular (ictus previo), primera causa en mayores de 50 años;
- tumores, primera causa entre los 35 y 50 años;
- abstinencia alcohólica;
- uremia, enfermedad hepática, hipoglucemia, alteraciones electrolíticas.
- accidente vascular cerebral.

f) En mayores de 50 años: accidente cerebrovascular (como secuela).
Tanto en la edad pediátrica como en la edad adulta, en una parte de los casos la epilepsia es secundaria a una enfermedad celíaca o una sensibilidad al gluten no celíaca subyacentes, y puede tratarse de la única manifestación de dichas enfermedades, en ausencia de síntomas digestivos o de otro tipo. El cuadro clínico generalmente incluye calcificaciones occipitales y convulsiones procedentes de varias localizaciones cerebrales, si bien también se han documentado casos de epilepsia del lóbulo temporal. El riesgo de desarrollar epilpesia es mayor cuanto más tiempo pase la enfermedad celíaca o la sensibilidad al gluten sin reconocer y sin tratar, puesto que se relaciona con el tiempo de exposición al gluten.

## Cuadro clínico
Una crisis epiléptica o convulsión ocurre cuando una actividad anormal eléctrica en el cerebro causa un cambio involuntario de movimiento o función del cuerpo, de sensación, de la capacidad de estar alerta o de comportamiento. La crisis puede durar desde unos segundos hasta varios minutos, e incluso en algunas crisis parciales pueden llegar a ser continuas, durando días, semanas o meses.
Los síntomas que experimenta una persona durante una crisis epiléptica dependen del lugar en el cerebro en el cual ocurre la alteración de la actividad eléctrica. Por lo tanto, el cuadro clínico varía dependiendo del tipo de síndrome epiléptico causante de las crisis. Se denominan crisis tonico-clónicas (también llamada de grand mal) a aquellas en el que el paciente pierde el sentido y se desploma, se pone rígido y tiene espasmos musculares. En las crisis parciales complejas, el paciente puede parecer confundido o aturdido y no podrá responder a preguntas ni a instrucciones.
Sin embargo, no todas las crisis son tan notables. Existen ataques muy leves (petit mal), los cuales apenas pueden ser percibidos por las personas de alrededor, siendo la única manifestación de la crisis epiléptica un parpadeo rápido o algunos segundos de mirada perdida con desconexión del medio; a este tipo de crisis epilépticas se les denomina ausencias y son relativamente frecuentes durante la infancia.
Las pruebas diagnósticas fundamentales en las personas con epilepsia son el electroencefalograma (EEG), que es de mayor utilidad cuando se realiza con una duración mayor a 6 horas, la resonancia magnética de cerebro y los estudios genéticos. Ambos deben ser repetidos en la evolución en algunas ocasiones para observar la evolución o confirmar la causa o el síndrome epiléptico, o incluso para tomar decisiones de tratamiento.

## Tratamiento
La epilepsia así como las crisis epilépticas pueden en la actualidad recibir un tratamiento con resultados aceptables. En la mayoría de los casos, las epilepsias de la infancia se curan en la pubertad. Cuando la epilepsia se debe a una lesión claramente visible y esa lesión es eliminada quirúrgicamente, se reduce la intensidad y frecuencia o bien, en muchos casos, se cura la epilepsia. Por lo tanto, al comienzo del tratamiento se examina al individuo, en busca de causas de la epilepsia que se puedan eliminar, por ejemplo, la operación de un tumor cerebral o la supresión o mitigación de un trastorno metabólico.
En otros casos esto no es posible, ya sea porque no se ha encontrado ninguna causa o porque ésta no pueda ser eliminada, como es el caso de cicatrices, malformaciones en el cerebro o una predisposición inherente a las convulsiones. El objetivo en estos casos es la eliminación de los ataques por medio de medicamentos u operaciones quirúrgicas.

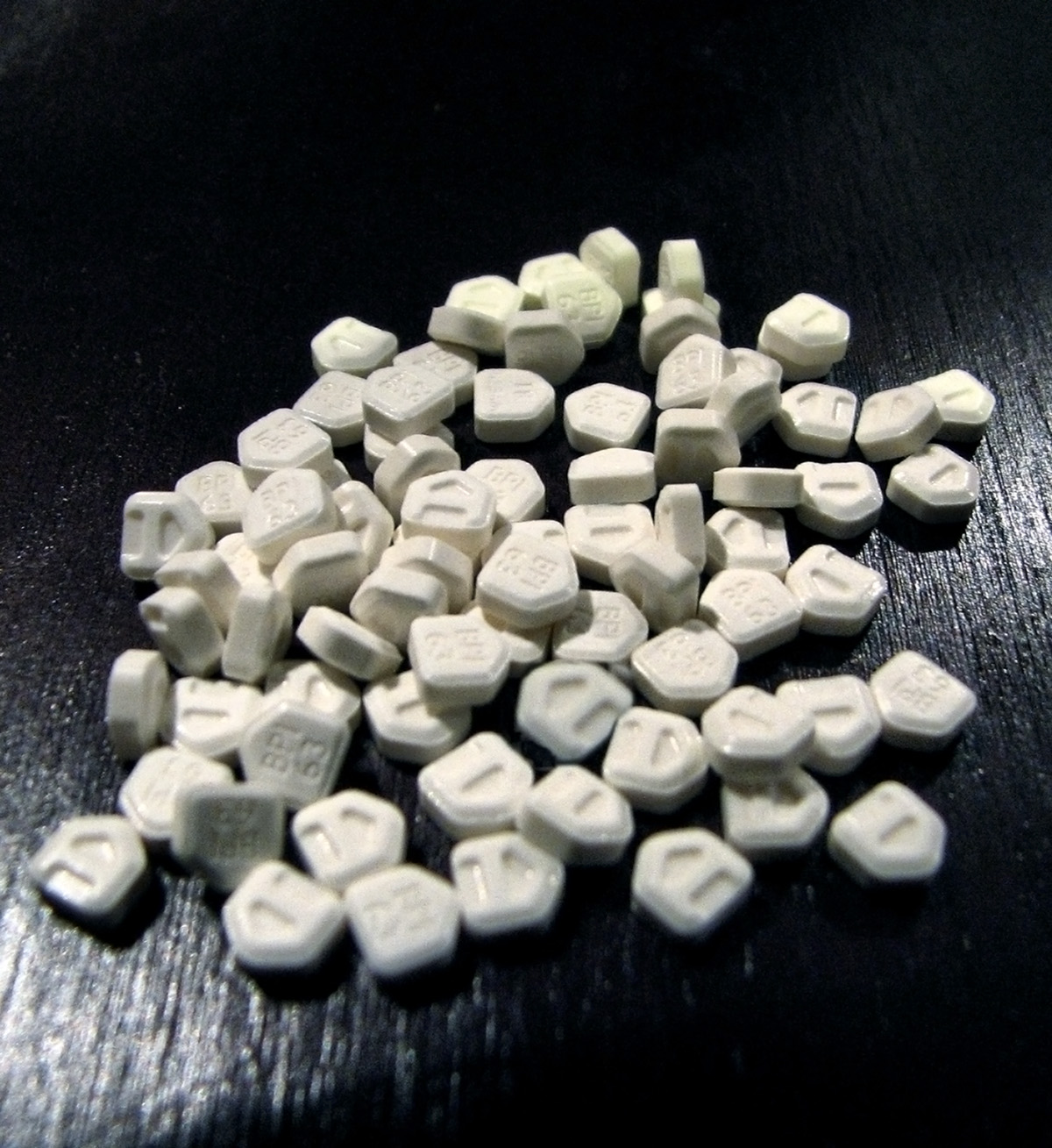
De cada diez pacientes tratados con medicamentos: 6 logran control de la epilepsia; 2 presentarán algún tipo de mejoría notable y 2 no experimentarán mucha mejoría.

En algunos casos un tratamiento quirúrgico puede ser más ventajoso que el farmacológico; esto sucede normalmente sólo en el caso de epilepsias focales y de momento afecta a menos de un 5 % de todos los enfermos epilépticos.

### Farmacológico
La terapia “clásica” que se realiza en más del 90 % de todos los enfermos epilépticos es a través de medicamentos inhibitorios de crisis: los antiepilépticos. Normalmente esta terapia medicamentosa se realiza a lo largo de muchos años. Gracias a ello muchos de los pacientes tratados (un 60 % aproximadamente) reducen de manera importante la frecuencia de las crisis y en más del 20 % de los casos se consigue alguna mejora. La tolerancia de los fármacos antiepilépticos (AED, por sus siglas en inglés) no es muy buena en general. En algunos casos, estos medicamentos pueden tener efectos secundarios adversos debido a la alta dosis requerida para el control de las crisis, siendo absolutamente necesaria una vigilancia facultativa regular de la terapia. Los efectos secundarios pueden ser agudos (reacción alérgica cutánea) o crónicos (vértigo, letargo, náuseas, alteraciones del comportamiento...).
Además, se calcula que la respuesta a los fármacos puede estar condicionada hasta en un 85 % por factores genéticos, por lo que ya existen en el mercado pruebas que recogen la información farmacogenética del paciente para que el médico pueda valorar qué tratamiento va a funcionar mejor en el paciente con epilepsia, en función de sus características genéticas. Así el médico puede escoger el tipo de fármaco y la dosis más adecuada que evite al máximo posible los efectos secundarios.
El fármaco antiepiléptico concreto debe ser individualizado en función del síndrome epiléptico, tipo de crisis, edad del paciente, otras patologías que sufra el paciente, interacción con otros medicamentos, características específicas del paciente (mujer en edad gestacional, embarazo, peso, etc.) y preferencias del paciente (perfil de efectos secundarios, número de tomas al día, etc.).
No es aconsejable el cambio entre genéricos porque puede variar la biodisponibilidad así como los perfiles farmacocinéticos con lo que se puede modificar el efecto deseado o aumentar los efectos secundarios.
La monoterapia, cuando sea posible, debe ser la elección y si esta fracasa, una vez se ha asegurado que se han alcanzado niveles terapéuticos, se debe cambiar a otro fármaco bajo estricta supervisión médica.
La combinación de dos fármacos solo debe ser considerada cuando hayan fracasado varios intentos de control de las crisis en monoterapia. Si a pesar de ello no se controlan, se deberá valorar con qué terapia estaba mejor controlado el paciente, teniendo en cuenta la frecuencia de aparición de crisis así como los efectos secundarios.
El tratamiento con un AED se debe iniciar ante una segunda crisis epiléptica. Ante un primer ataque epiléptico se debe considerar el inicio del tratamiento con AED si:
- Existe déficit neurológico.
- El EEG demuestra actividad epiléptica inequívoca.
- La familia no quiere correr el riesgo de un segundo ataque epiléptico.
- En las pruebas de imagen se observa alteración estructural.

Para optimizar la adherencia al tratamiento se debe:
- Proporcionar educación sanitaria a paciente y familia.
- Disminuir el estigma que supone la enfermedad.
- Utilizar prescripciones sencillas de cumplir.
- Mantener buena relación entre los distintos niveles sanitarios y estos con la familia o cuidadores.

Estructura química del antiepiléptico tiagabina.

El control analítico de rutina no está recomendado, salvo indicación clínica. Se debe realizar control analítico en caso de:
- Ausencia de adherencia al tratamiento.
- Sospecha de toxicidad.
- Tratamiento de las interacciones farmacocinéticas.
- Situaciones clínicas específicas como estatus epiléptico, embarazo, fallo orgánico.

La decisión para retirar la medicación se debe hacer en consenso con el paciente, la familia o cuidadores una vez que hayan comprendido el riesgo de un posible nuevo ataque, una vez tenido en cuenta el tipo de epilepsia, pronóstico y calidad de vida siempre y cuando hayan pasado dos años sin ningún ataque. La retirada debe realizarse lentamente, a lo largo de 2-3 meses.
La intervención psicológica puede ser utilizada conjuntamente con el AED, si no realiza un control adecuado de la epilepsia, aunque no debe ser una alternativa a los AED. Los ataques convulsivos que duran más de 5 minutos o que se repiten por tres ocasiones en una hora deben recibir tratamiento urgente y como primera elección se debe escoger el diazepam rectal, que es seguro y eficaz.

### Dietético
En aquellos pacientes en los que la epilepsia aparece asociada a una enfermedad celíaca o a una sensibilidad al gluten no celíaca, la dieta sin gluten estricta y mantenida puede permitir el control de la epilepsia, con una mejora en la frecuencia e intensidad de las convulsiones. Los resultados son mejores cuanto antes se retiren los alimentos que contienen gluten de la alimentación, desde el comienzo de las primeras manifestaciones de la epilepsia.
Aproximadamente la mitad de los pacientes con epilepsia refractaria a los tratamientos convencionales que inician una dieta cetogénica, consiguen una mejora superior al 50 % en la reducción de las crisis epilépticas. No obstante, esta dieta es muy restrictiva, difícil de aplicar y cumplir, y puede provocar graves efectos negativos sobre la salud.

### Quirúrgico
La neurocirugía está indicada cuando la epilepsia es resistente a los AEDs. La cirugía puede ser paliativa o curativa. La paliativa se realiza en los casos de epilepsias catastróficas. La valoración de realizar una cirugía resectiva, que pueda ser curativa, debe realizarse antes del planteamiento de realizar tratamientos paliativos como la estimulación del nervio vago. Esta valoración tiene dos fases: una no invasiva y una invasiva; la no invasiva consiste en realizar estudios clínicos que no necesitan de una intervención quirúrgica. Estos estudios son: EEG basal, un video monitoreo, una IRM de cerebro con características especiales, de acuerdo con el tipo de epilepsia que se esté investigando. Pueden sumarse estudios de S.P.E.C.T. o de P.E.T. Siempre incluye además una valoración neurosicológica.
Los estudios de Fase 2, que necesitan de una cirugía son: la colocación de electrodos subdurales o la estimulación cortical transoperatoria. A esta fase se llega en los casos de difícil diagnóstico, o en los que no hay una lesión visible en las imágenes.
Hay que tomar en cuenta además, que la cirugía de epilepsia no consiste en sacar una lesión, sino en delimitar una zona desde donde se originan las crisis convulsivas. Es por esto que se necesitan todos estos estudios, antes de decidirse por un tratamiento quirúrgico.
La estimulación del nervio vago es una alternativa en aquellos pacientes en los que no hay control completo de los ataques y donde la cirugía está contraindicada. Está indicada en crisis parciales (incluyendo las secundariamente generalizadas) y las crisis generalizadas.
En casos severos, una opción quirúrgica es realizar una escisión cerebral. Esta operación consta de un corte en el cerebro que imposibilita que los hemisferios cerebrales se comuniquen. Esta falta de comunicación genera que coexistan dos mentes en un cerebro, ya que puede haber información que es conocida por un hemisferio y desconocida por el otro, así como puede haber conductas generadas o monitoreadas por un hemisferio y desconocidas por el otro. A pesar de que esta operación genera una lesión cerebral que conlleva efectos colaterales indeseados, los pacientes logran controlar las crisis epilépticas, lo que implica un gran avance a su calidad de vida.

#### Magnetoencefalografía
La magnetoencefalografía es una tecnología avanzada que se utiliza para localizar y mapear de una manera no invasiva las áreas del cerebro que presentan y las que no presentan trastornos. Para registrar con precisión los campos magnéticos del cerebro, la MEG debe llevarse a cabo en una habitación magnéticamente blindada. Esta sala especial bloquea todos los demás campos magnéticos del entorno, a fin de que el médico pueda grabar sólo los campos magnéticos del cerebro. Esta técnica podría resultar de utilidad en la evaluación de la cirugía de la epilepsia.

### Durante el embarazo
La epilepsia si está controlada no es un problema en el embarazo, sin embargo, es un momento crítico y de gran importancia, pues existe un cambio hormonal importante que puede afectar en la enfermedad, existen guías médicas sobre cuidados para las embarazadas en el embarazo, tiene gran importancia: el control de las crisis, prevención de golpes al feto, y el uso de medicamentos. Los fármacos no se deben interrumpir, sin embargo, se aconseja que se utilice un único fármaco antiepiléptico y que se use en la mínima dosis posible, estudios indican que algunos antiepilépticos pueden provocar malformaciones de distinto tipo además de nacer con un menor coeficiente intelectual. Sin embargo, es importante subrayar que un embarazo con una epilepsia descontrolada es mucho peor para la madre y el feto.

### Durante la lactancia
La lactancia es una época dura y difícil que se asocia al cansancio, cambios hormonales y a la falta de sueño. Las mujeres epilépticas para evitar problemas en el postparto y la lactancia deben descansar adecuadamente y recibir ayuda familiar. Estudios indican que hay bajo riesgo para el lactante; sin embargo, se aconseja que la madre permanezca acostada al dar el pecho; no se debe dar fenobarbital a la madre y se debe realizar un destete progresivo si fuera necesario.

## Repercusiones
Las crisis epilépticas no conducen inevitablemente a una reducción de determinadas funciones cerebrales (por ej., la inteligencia), aunque sea un prejuicio muy extendido. Además, de existir comportamientos psíquicos extraños en enfermos que padecen crisis (retraso en el desarrollo intelectual, trastornos en el comportamiento o en el habla...), estos no son por lo general provocados por la epilepsia, sino que su origen se encuentra en el trastorno cerebral, que a la vez es la causa de las crisis epilépticas.
La necesidad de superar la enfermedad, rechazos en la escuela, en el trabajo y en diversos grupos sociales, por los prejuicios de sus semejantes debido al desconocimiento de la epilepsia, así como desventajas en el día a día (en el deporte, carné de conducir, diversas solicitudes...) hacen que los pacientes tengan que sufrir a menudo cargas emocionales exageradas en comparación con la realidad de la enfermedad.
Por otro lado, en muchos países se limita el acceso a licencias de conducir, de pilotar o de manejar maquinaria, lo que a veces reduce la posibilidad de elegir un trabajo. Estas prohibiciones no suelen afectar a aquellos pacientes que puedan controlar sus crisis.

## Aspectos históricos
Apenas ninguna otra enfermedad permite remontarse tanto en la historia de la medicina como la epilepsia; existen numerosas referencias desde los primeros tiempos de la historia que constatan que esta enfermedad ha existido desde los orígenes del hombre. Esta enfermedad era considerada como una de las enfermedades crónicas más habituales.

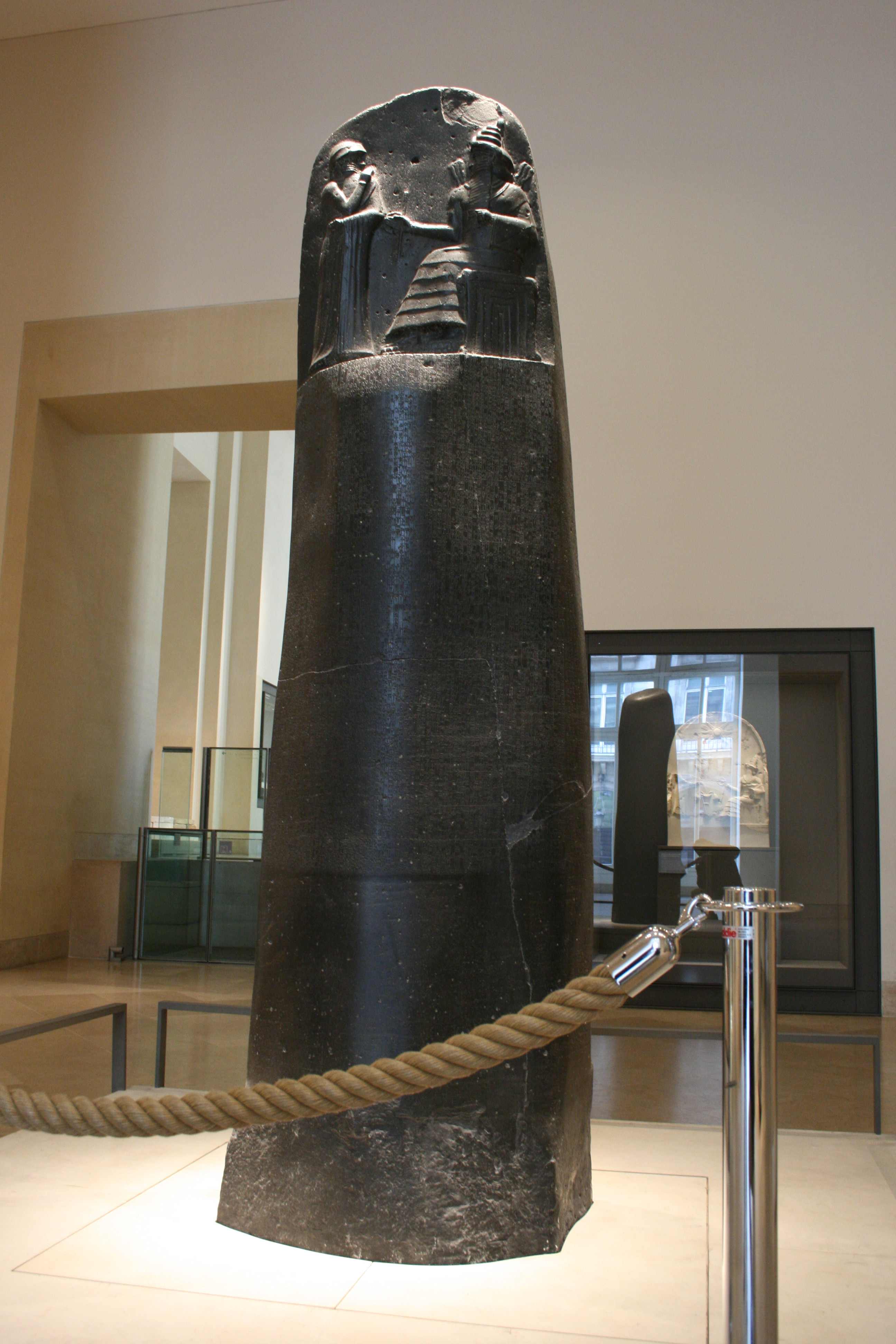
Código de Hammurabi.

El concepto de epilepsia se deriva de la palabra griega ἐπιλαμβάνειν, ēpilambáneim (ser agarrado, atacado). Epilepsia es, pues, “ataque” o “enfermedad que se manifiesta por medio de ataques (crisis)”. Dado que hay diferentes enfermedades que producen crisis, es mejor hablar de epilepsias.
En antiguos textos mesopotámicos se describen ya sus síntomas típicos como la enfermedad de Bennu, o Sitbu, aunque estos términos para algunos autores parecen designar también “contagio” o “lepra”. Se comprueba también que no era infrecuente: en el código de Hammurabi, cuerpo legislativo de la Babilonia del siglo XVII a. C., se establece que, si se descubre que un esclavo adquirido recientemente sufre Bennu, este puede ser devuelto a su anterior propietario en el plazo de un mes.
El cuerpo de quien padece una crisis epiléptica parece no obedecer a su dueño, sino a voluntad ajena. De ahí que se relacionara con la deidad. Los seguidores de la religión tibetana Bön tenían por elegidos a quienes la padecían, mientras que en la antigüedad judeocristiana se consideraba su padecimiento como un castigo divino o como obra de demonios.
En el Evangelio de Marcos (9, 17-18) se incluye una descripción de la época que ilustra a la perfección una crisis epiléptica sufrida desde la infancia, donde dice que al no poder echar al espíritu causante de la crisis, sus discípulos se lo llevaron a Jesús, el cual pudo hacerlo y el poseído quedó como muerto para luego hacerlo levantar. En el mismo capítulo se menciona otra persona que expulsaba espíritus en su nombre:

Maestro, te he traído a mi hijo, que tiene un espíritu inmundo, y dondequiera que se apodera de él, le derriba y le hace echar espumarajos y rechinar los dientes y se queda rígido...
Evangelio de Marcos (9,17-18)

Pero no tardó en cuestionarse el origen preternatural de la epilepsia. En el siglo V a. C., Hipócrates observó en soldados y gladiadores que las heridas por traumatismo craneoencefálico se asociaban con cierta frecuencia a ataques epilépticos, desconcertantemente similares a los que observaba en sus propios pacientes; y el mismísimo Julio César sufría esta afección.
En la Edad Media se perdió ese legado médico. Se volvió a atribuir a la epilepsia una causa sobrenatural. Los enfermos y sus familiares rezaban, implorando ayuda, a la Virgen María y a San Valentín, en particular. De hecho, en algunos países se conocía la epilepsia como “mal de San Valentín”.
Debido al estigma bíblico, se la llamó morbus sacer (enfermedad sagrada), y se dividió por mucho tiempo en grand mal y petit mal. El primero hacía referencia a las convulsiones caracterizadas por inconsciencia, el paciente se caía al suelo y en algunos casos se contorsionaba, apretaba los dientes y emanaba espuma de la boca. El petit mal se caracteriza por un efímero momento de inconsciencia: a menudo quienes rodean al paciente no se percatan del ataque.

## La epilepsia en la literatura, en la televisión y en la música

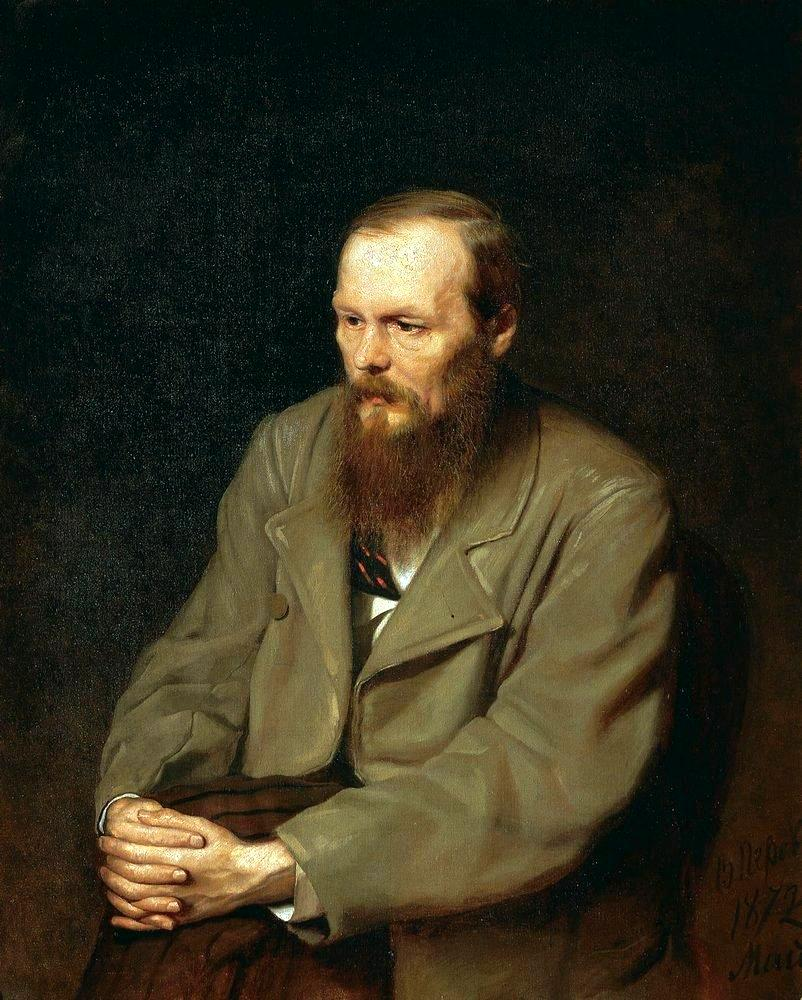
Fiódor Dostoyevski, escritor que padeció epilepsia.[48

La literatura ha ofrecido una perspectiva amplia sobre enfermedades mentales y neurológicas como la paranoia, la neurosis, la histeria y la epilepsia, que puede apreciarse en la representación y significación de numerosas obras como Otra vuelta de tuerca por Henry James, La corazonada de una suerte de Fiódor Dostoyevski, así como obras de León Tolstói, Hermann Hesse, Edgar Allan Poe y María de Jorge Isaacs que narra la historia de la enfermedad hereditaria epiléptica de María, la protagonista de la historia. Dostoievski padeció epilepsia a lo largo de toda su obra literaria e hizo un uso inteligente de la misma en su literatura, incluyendo personajes o situaciones inspiradas por la misma en obras como La patrona, Humillados y ofendidos, El idiota, Los demonios, Diario de un escritor y Los hermanos Karamázov. También supo utilizar la epilepsia pragmáticamente para poder librarse de una condena vitalicia sirviendo al ejército en Siberia, obteniendo sendos informes de los doctores Troïtski (prisión de Omsk) y Ermakov (séptimo batallón de infantería de Semipalatinsk). Aunque la epilepsia había comenzado probablemente durante sus años académicos como estudiante de ingeniería militar en San Petersburgo (1838-1843), según los testimonios aportados por un compañero con quien compartía habitación (Grigorovich), el diagnóstico tardaría otra década en llegar. Ya en 1847 había sido atendido por su amigo el doctor Ianovski durante una fuerte crisis delante de la catedral de San Isaac y en 1857 fue atendido por un médico en Barnaul quien corroboró el diagnóstico. En 1863 viajó al extranjero con intención de consultar a los especialistas Romberg en Berlín y Trousseau en París. Stephenson e Isotoff apuntaron en 1935 la probable influencia de Psique (1848), de Carus, en la construcción de sus personajes. La epilepsia de Dostoyevski ha generado un debate diagnóstico retrospectivo atrayendo la atención e inspirando a neurólogos, epileptólogos y psiquiatras como Freud (1928) Alajouanine (1963) o Gastaut (1978). La de Dostoyevski es la historia natural de una epilepsia , la cual en terminología científica contemporánea podría clasificarse como criptogénica focal de presumible origen temporal. Los bromuros fueron el primer fármaco antiepiléptico en introducirse hacia mediados del siglo XIX, con efectos secundarios que superaban muchas veces su posible beneficio. En 1974, Waxman y Geschwind describieron una personalidad asociada al tipo de epilepsia que padeció el escritor, dominado por la hipergrafía y la hiperreligiosidad, posteriormente denominado síndrome de Dostoievski. En 1980, Cirignotta, Todesco y Lugaressi propusieron el término epilepsia de Dostoevsky para describir un tipo de enfermedad caracterizada por auras de éxtasis, las cuales el propio escritor había atribuido a sendos personajes de El idiota y Los demonios: una sensación placentera o de plenitud anticipándose a la pérdida de conocimiento y a las convulsiones que también había descrito a varios de sus contemporáneos (entre otros, al poeta Nekrasov). A pesar del negativo impacto que la epilepsia tuvo sobre su vida, Dostoievski fue capaz de producir obras maestras hasta el final, haciendo un buen uso de la misma para enriquecimiento de una inmensa obra, cuyo legado constituye una aportación continua al humanismo, a la literatura y a la medicina actuales.
En cuanto a Otra vuelta de tuerca de Henry James, se ha descrito que las visiones de uno de sus personajes coinciden con el resultado de una epilepsia focal temporal.El reflejo de la enfermedad en la literatura aúna dimensiones simbólicas, etiológicas y diagnósticas, entre otros. Desde obras que se basan en prejuicios y clichés, que dificultan aún más la vida de los enfermos, a descripciones llenas de comprensión, alguna de las cuales transmiten fenómenos asociados a las crisis como las percepciones extraordinarias (por ejemplo, La corazonada de una suerte), o algunos tipos de alucinaciones.
La preocupación literaria por la epilepsia tiene un significado cada vez mayor como fenómeno médico y puede estimular al médico, estudiante de medicina y personal sanitario de una manera más completa en su relación con los enfermos de epilepsia. De esta manera, se presume que el impacto de la literatura que describe esta dolencia, como otras, ayuda en la formación del personal sanitario en cuanto al trato con los pacientes, contribuyendo a la buena práctica médica y a la ética, en definitiva diversificando la formación sanitaria.

## Personalidades célebres con epilepsia

### Especulación sobre personajes históricos
Las posteriores biografías de personajes históricos como Napoleón, Julio César, Sócrates e incluso Juana de Arco especulan con la posibilidad de que estuvieran afectados por epilepsia según los datos que existen, aunque nunca fueron diagnosticados como tal mientras vivían.

### Músicos famosos con epilepsia
Ian Curtis, líder y cantante del grupo inglés Joy Division, fue uno de los casos más famosos de personas con epilepsia dentro de la historia de la música rock, el cual sufría de ataques epilépticos en mitad de sus conciertos.
Sus compañeros de banda tuvieron que llevarlo al hospital más cercano para diagnosticarle su enfermedad, ya que el propio Curtis era reacio a acudir por su propio pie a cualquier centro de salud tras padecer sus ataques epilépticos, ya que no quería sentirse una carga para su banda.

### Famosos de la televisión con epilepsia
El actor Cameron Boyce sufrió a la edad de 20 años una muerte súbita inesperada por epilepsia por medio de una convulsión el 6 de julio de 2019. Desde hacía un tiempo presentaba síntomas de epilepsia. Fue llevado al hospital, pero resultó demasiado tarde, pues Cameron ya había fallecido.

## Protocolo de actuación ante crisis epilépticas
En caso de presenciar una crisis epiléptica, es importante tener las siguientes consideraciones:
- Mantenga la calma e intente que las restantes personas presentes se mantengan calmadas.
- No mover al paciente del sitio. Solo si no está en el suelo, puede considerar recostar a la persona en el piso solo si es viable hacerlo sin provocar lesiones a la persona o a usted mismo, no lo haga si tiene dudas.
- Retire del área alrededor de la persona los objetos (especialmente los duros o filosos) con los que pudiera golpearse.
- Con cuidado, ponga la cabeza de la persona sobre algo suave y plano, como una chaqueta doblada.
- Si tiene gafas o anteojos, quíteselos con cuidado.
- Suéltele la corbata o cualquier cosa que tenga alrededor del cuello que pueda dificultar su respiración.
- Controle el tiempo que dure la convulsión. Llame al teléfono de emergencia (112 en la Unión Europea y varios países de América del Sur, 911 en América del Norte, América Central y varios países de América del Sur,...) si la convulsión dura más de 5 minutos, al poder ser status epilepticus, que puede ser muy peligroso.

Nunca haga nada de lo siguiente:
- Nunca trate de sujetar a la persona o evitar que se mueva.
- Nunca ponga nada en la boca de la persona porque podría lesionarle los dientes o la mandíbula. Una persona con convulsiones no se atragantará con su lengua.
- Nunca intente respiración boca a boca o reanimación respiratoria durante una crisis. Generalmente las personas comienzan a respirar de nuevo tras la crisis.
- No le ofrezca agua a la persona hasta que esté recuperada. No ofrezca alimentos.

Finalizada la crisis epiléptica, la persona sufrirá un aturdimiento post-crisis con una progresiva recuperación hasta lograr la consciencia plena (el nivel de consciencia real de la persona puede ser menor del percibido externamente) a lo largo de un periodo variable entre pocos minutos y varias horas, durante el cual la persona no debería permanecer sin compañía fiable. Debido a ello, por favor acompañe o asegúrese que alguien acompaña a la persona hasta su domicilio o hasta la llegada de un amigo, familiar o conocido que se encargue de acompañarlo a casa. Tras la crisis epiléptica puede ayudar a la persona para que voluntariamente se mueva unos metros hasta un lugar más seguro y tranquilo donde recuperarse.
Solo en casos puntuales es necesario llamar a urgencias:
- Si es una mujer embarazada.
- Si existe un traumatismo importante.
- Si tiene varias crisis y entre una y otra no recupera la conciencia o si una crisis dura más de 5 minutos; ambos casos serían un status epilepticus, que puede ser muy peligroso.

En la fase tónica de una crisis no se respira debido a una contracción de todos los músculos del cuerpo. El oxígeno que hay en el cuerpo va a los órganos vitales; por ese motivo los labios y orejas pueden presentar cianosis. Esto no es peligroso, siempre que no sea el mencionado status epilepticus.

## Otros datos
El 16 de diciembre de 1997 en Japón, 685 niños fueron hospitalizados debido a que fueron víctimas de ataques epilépticos por haber presenciado el episodio de Pokémon Dennō Senshi Porygon (episodio n.° 38 de la primera temporada en la versión original de la serie). Se descubrió que el cambio rápido entre los colores rojo y azul en una escena había provocado las convulsiones.

## Concienciación y apoyo social
En España, el Día Nacional de la Epilepsia se celebra (a partir del 2006) el 24 de mayo.
En el mundo, desde 2015, se ha instaurado el segundo lunes de febrero como el Día Internacional de la Epilepsia, gracias a un trabajo conjunto de la Liga Internacional contra la Epilepsia (ILAE) y el Buró Internacional para la Epilepsia (IBE).